# Ottweiler
Ottweiler – miasto w zachodnich Niemczech, w kraju związkowym Saara, w powiecie Neunkirchen. W mieście znajdują się budynki administracyjne powiatu, chociaż miastem powiatowym jest Neunkirchen.

## Geografia
Miasto leży nad rzeką Blies, w Zagłębiu Saary.
Ottweiler ma 45,51 km² powierzchni i zamieszkuje je 14 829 osób (2010), leży ok. 23 km na północny wschód od Saarbrücken, ok. 80 km na południowy wschód od Luksemburga i ok. 100 km na południowy zachód od Moguncji.

## Podział administracyjny
Miasto podzielone jest na pięć części miasta (Stadtteile):
- Fürth im Ostertal z Wetschhausen
- Lautenbach z Remmesfürth
- Mainzweiler
- Ottweiler z Neumünster
- Steinbach

## Historia
Początki miasta związane są z założeniem klasztoru w obecnej dzielnicy Neumünster, około 871. Pierwsze pisemne wzmianki o nazwie Ottweiler pochodzą z 1393. Miasto największy rozkwit przeżywało w XIII wieku, gdy było pod władaniem grafów Nassau-Saarbrücken. W 1550 Karol V Habsburg nadał Ottweiler prawa miejskie.
W latach 1640–1728 grafowie Nassau-Ottweiler (ród dynastii Nassau) mieli tutaj swoją siedzibę. Po śmierci ostatniego władcy tereny zostały przyłączone do Księstwa Nassau-Usingen.
Grafami Nassau-Ottweiler byli:
- Johann Ludwig (1640–1690)
- Friedrich Ludwig (1680–1728)

Podczas władań hrabstwa Saarbrücken w Ottweiler uruchomiono manufakturę porcelany i miasto wyspecjalizowało się w jej wyrobie. Pierwszy zakład został wzniesiony w 1763 przez Wilhelma Heinricha. Produkowana porcelana wyróżniała się bielą i czystością, była ona produkowana z pasawskiego kaolinu.
Po śmierci Wilhelma Heinricha w 1768 manufakturę przejął jego syn Ludwig. Pod władaniami syna zakłady zostały zreorganizowane. Został zmieniony skład porcelany, by zaoszczędzić wyczerpujące się pokłady kaolinu, razem z tym zmianie uległa barwa i jakość wyrabianych produktów. Od 1769 fabryka wielokrotnie zmieniała dzierżawców. W 1776 rozpoczęto wyrabianie porcelany z tańszego fajansu, co ponownie przyczyniło się do pogorszenia jakości. Po uprzednim zastawieniu budynki manufaktury zostały sprzedane w 1800.
Dzisiaj porcelana z Ottweiler jest jedną z najrzadszych na świecie. Można ją oglądać w kilku muzeach, największy zbiór znajduje się w miejscowym Witwenpalais.
Do reformy administracyjnej w 1974 Ottweiler było siedzibą powiatu Ottweiler, w jej wyniku powiat przemianowano na powiat Neunkirchen, jednak siedziba pozostała w Ottweiler, ale miastem powiatowym zostało miasto Neunkirchen.

## Zabytki
Fürth
- wieża kościoła ewangelickiego z XV w.
- most z 1550
- młyn z częścią mieszkalną i stajnią z 1877
- katolicki kościół parafialny pw. św. Michała (St. Michael) z 1868, według projektu Josefa Lercha

Lautenbach
- szkoła z 1890

Mainzweiler
- gospodarstwo z XVIII w.
- szkoła katolicka z 1819, dobudowa piętra nastąpiła w 1872, dzwonnicę odnowiono w 1927

Ottweiler
- Stare Miasto

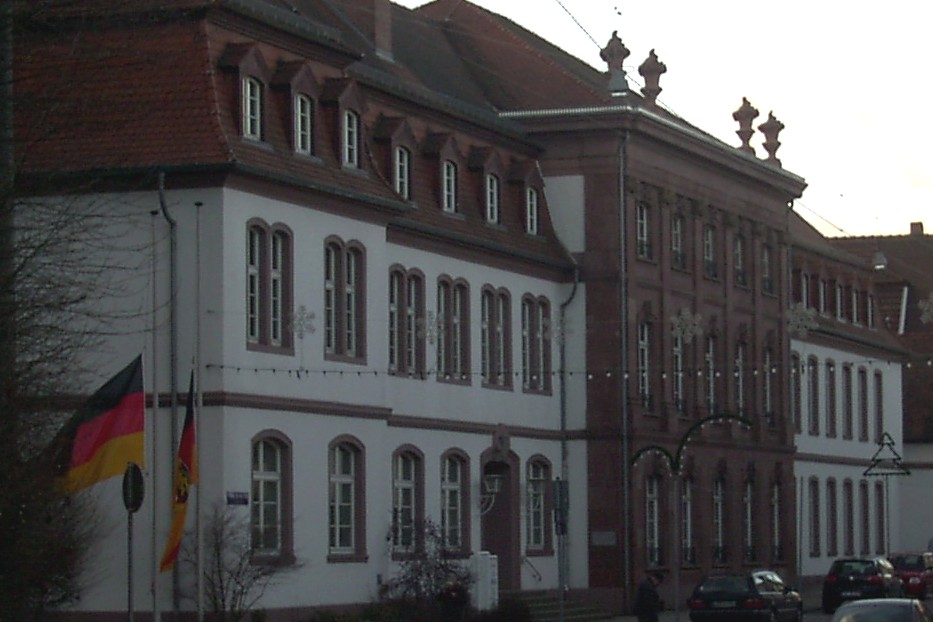
Powiatowy budynek administracyjny Witwenpalais

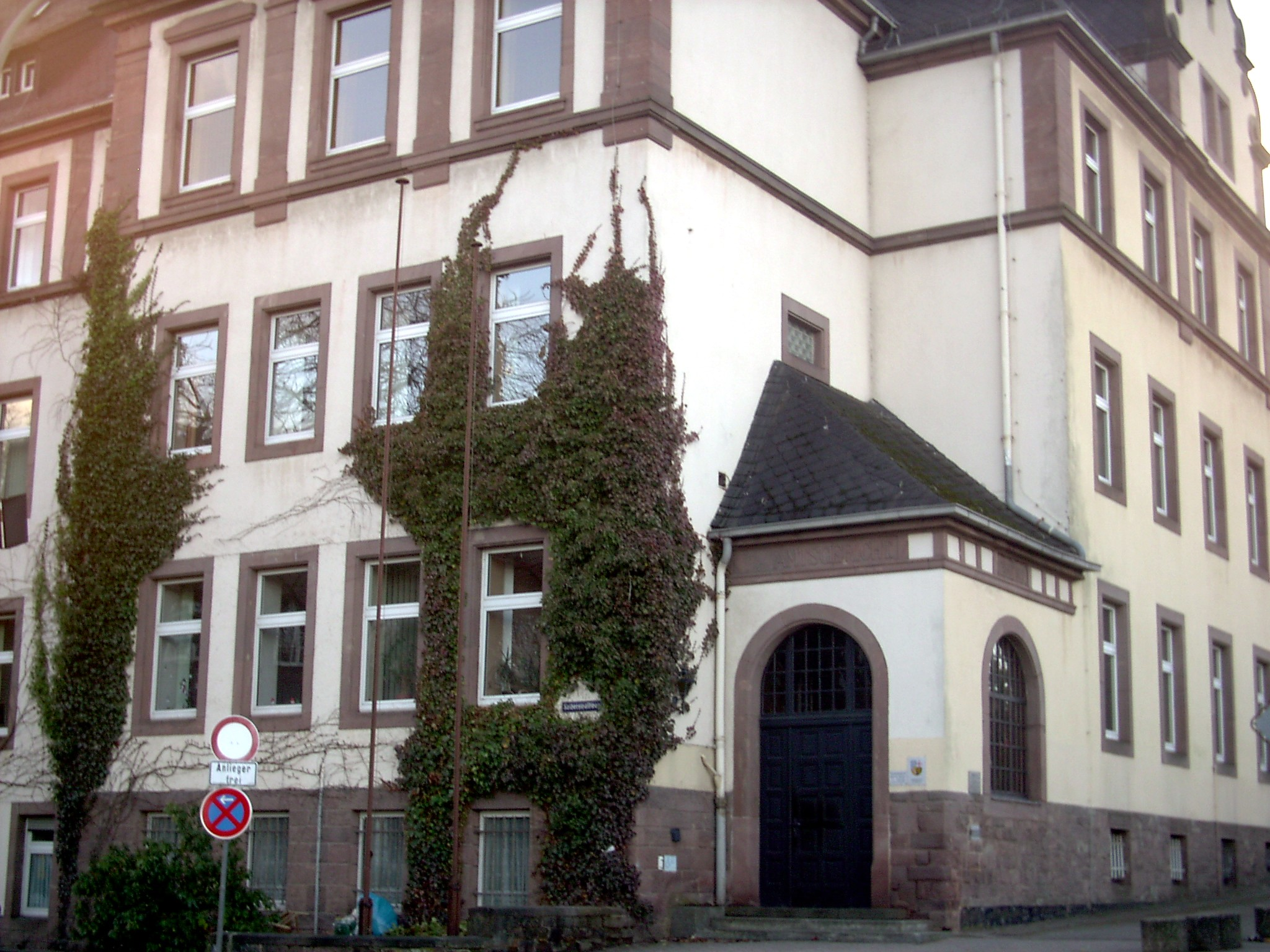
Budynek sądu

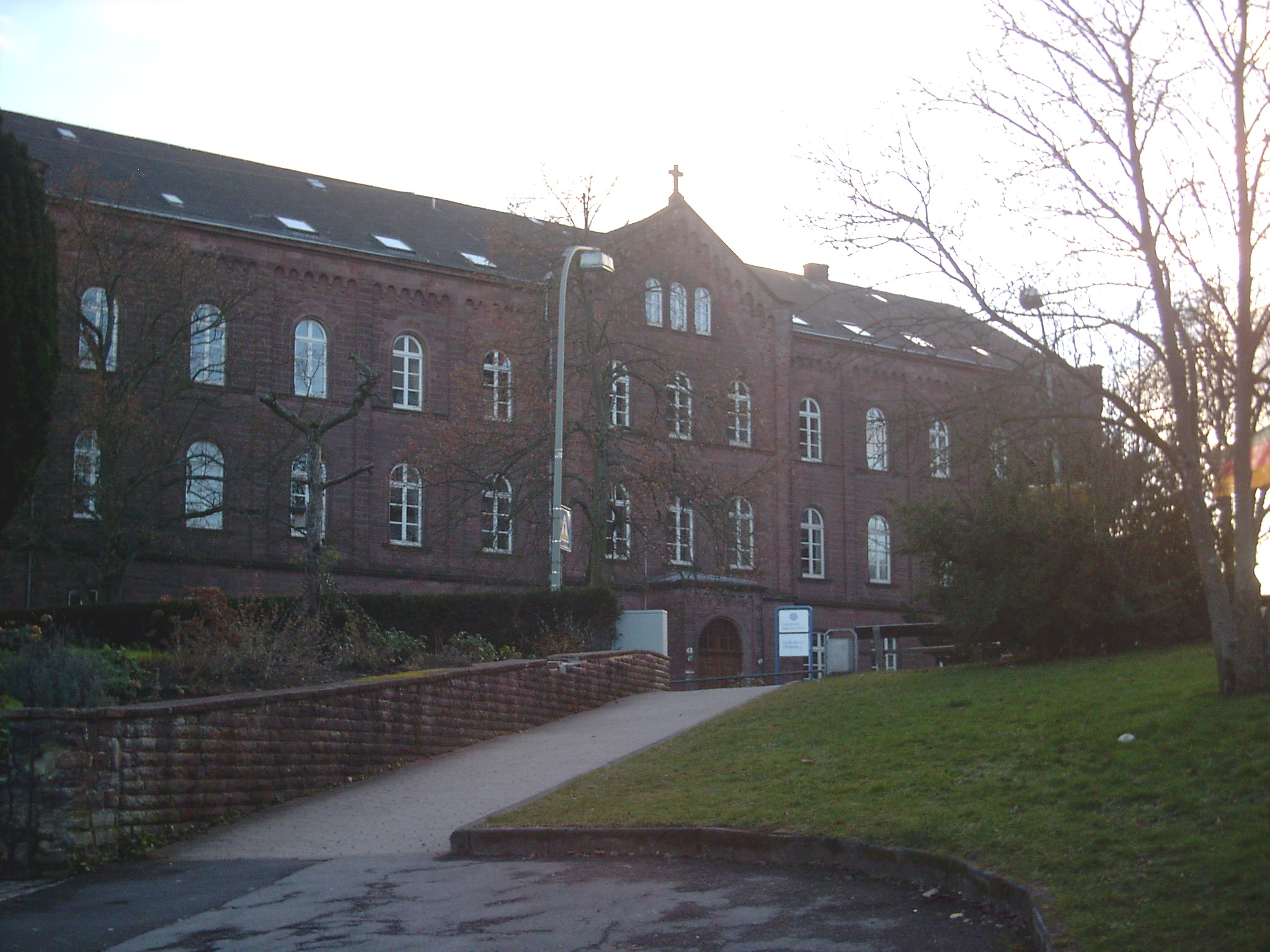
Liceum Ottweiler

  - domy mieszkalne przy Alte Kirchhofstraße 3 i 5, odpowiednio z 1750 i 1860
  - dom z zabudowaniami gospodarskimi przy Auf dem Graben 3 z XIX w.
  - domy mieszkalne przy Eckenstraße 1 i 2 z XVIII w.
  - szkoła na rogu Eckenstraße i Tenschstraße z I. połowy XVIII w., przebudowana w XIX w.
  - mury miejskie
  - domy mieszkalne przy Enggaß, głównie z XIX w.
  - domy przy Gäßling, z XVIII – XIX w., budynek z numerem 1 z 1600
  - browar Ottweiler z 1880
  - domy przy Goethestraße z XVIII – XIX w.
  - bramy mieszkalne przy Goethestraße z XIX w.
  - ewangelicki kościół parafialny z wieżą z XVI w.
  - pozostałości murów miejskich przy Pauluseck
  - domy przy Pauluseck z XVIII w.
  - gospoda Rose przy Rathausplatz 2 z XVII w., przebudowana w XIX w.
  - stary ratusz
  - domy mieszkalne przy Rathausplatz z XVII – XIX w.
  - domy mieszkalne przy Sammetgasse z XVII – XVIII w.
  - domy mieszkalne przy Schloßhof z XVI – XVII w.
  - dawny teatr, obecnie dom przy Schloßhof 6, z 1950–1956 według projektu Carla Holzhausera
  - dom rodziny Mehr przy Schloßhof 7/9/11, wybudowany w XVII w. jako stajnia
  - fontanna Quack z 1934–1935, projekt L. Nobis
  - domy przy Tenschstraße z XVIII w.
  - budynki przy Wilhelm-Heinrich-Straße z XVIII-XIX w.
  - Witwenpalais, pałac miejski z 1757, projekt Friedrich Joachim Stengel, między 1770 a 1790 użytkowany jako magazyn porcelany, później do 1804 jako dom, przebudowany w latach 1909–1911 przez Otto Eberbacha, rozbudowa w 1929–1931
- muzeum Szkolnictwa Saary, powołane do użytku w 1991, udostępnia ponad tysiącletnie eksponaty
- cmentarz ewangelicki, mury i brama przy Alte Kirchhofstraße, z 1829 projekt Johanna Jakoba, restaurowany w 1866
- kolejowy dworzec towarowy z 1850–1875
- dworzec kolejowy
- pawilon ogrodowy z 1758
- katolicki kościół parafialny pw. św. Jana (St. Johannes), pozostałości wieży
- szkoła przy Linxweilerstraße 5, z końca XIX w.
- kirkut przy Maria-Juchacz-Ring z 1842
- budynek sądu z 1911–1912
- magazyn przy Saarbrücker Straße, a z 1913–1914, projekt H. Güth i H. Kurzrock
- willa przy Saarbrücker Straße 18 z 1900
- most kolejowy Viktoriabrücke z 1857–1858, rozbudowany w 1937
- willa przy Seminarstraße 14 z 1891
- willa przy Seminarstraße 25 z 1891–1892

## Infrastruktura

### Transport
Przez teren miasta przebiega droga krajowa B41, od której w centrum odbiega droga B420. Do najbliższej autostrady jest ok. 10 km (autostrada A8, zjazd 23 Neunkirchen-Spissen).
Ottweiler leży przy linii kolejowej Nahetal, dzięki czemu miasto posiada połączenia komunikacyjne z większymi miastami. Pociągi do Saarbrücken odjeżdżają średnio co pół godziny, a składy do miast regionu Ren-Men co godzinę.
Przy dworcu kolejowym tory rozwidlają się na linii kolejowej Ostertal. Na tym 21 km jednotorowym odcinku połączenia pasażerskie zostały uruchomione w 1980. Obecnie na stację końcową we Schwarzerden kursują pociągi muzealne. Od końca 2001 przez pewien okres na tym odcinku odbywał się ruch towarowy.
Stacje i przystanki kolejowe:
- Fürth
- Ottweiler
- Ottweiler-Wingertsweiher

### Więzienie
Na północ od miasta na górze Ziegelberg znajduje się więzienie dla młodocianych. Zakład karny zajmuje około 10,5 ha powierzchni, został on otwarty w marcu 1970, może tu przebywać 220 mężczyzn i 16 kobiet. Kompleks składa się z pięciu budynków mieszkalnych, budynku administracyjnego, szkolnego, sali gimnastycznej oraz kuchni. Większość zatrzymanych tu osób ma na koncie wykroczenia narkotykowe.
W jednym ze skrzydeł zamierza się zorganizować więzienie męskie.

### Sądownictwo
W Ottweiler znajduje się siedziba sądu rejonowego (Amtsgericht) i sądu okręgowego (Landgericht), miasto należy do obszaru sądu apelacyjnego Saarbrücken.

## Polityka

### Rada miasta
|      | CDU   | SPD   | FDP   | FWG   | Razem      |
| 2004 | 12    | 16    | 2     | 3     | 33 miejsca |
|      | 0     | -3    | +2    | +1    |            |
|      | 33,6% | 44,7% | 6,3%  | 10,9% |            |
|      | +0,8% | -8,2% | +1,9% | +4,4% |            |

### Burmistrzowie
- od 1990: Hans-Heinrich Rödle, SPD

## Współpraca
Ottweiler posiada dwie miejscowości partnerskie:
- Saint-Rémy, Francja, od 1982
- Wrilisia, Grecja

## Osoby

### urodzone w Ottweiler
- Friedrich Ludwig (Nassau-Ottweiler) (ur. 3 listopada 1651; ur. 25 maja 1728)
- Johann Heinrich Schmidt znany jako Fornaro (ur. 1757, zm. 1828), malarz
- Felix Coblenz (ur. 30 grudnia 1863, zm. 3 września 1923), rabin, nauczyciel
- Karl Sticher (ur. 2 listopada 1887, zm. 6 stycznia 1953), polityk
- Ludwig Steeg (ur. 22 grudnia 1894, zm. 6 września 1945), polityk prezydent Berlina w latach 1939–1945
- Rainer Tabillion (ur. 18 marca 1950), polityk (SPD).
- Charlotte Britz (ur. 27 lutego 1958), polityk (SPD), prezydent Saarbrücken
- Christoph Dörrenbächer (ur. 1961), politolog
- Stefan Mörsdorf (ur. 21 lipca 1961), polityk (CDU), minister środowiska Saary
- Silke Kohl (ur. 5 listopada 1971), polityk (CDU)
- Philip Welker (ur. 13 listopada 1989), badmintonista
- Kristina Barrois (ur. 30 września 1981), tenisistka, mistrzyni Niemiec 2006

### związane z miastem
- Anna Maria zu Solms-Sonnewalde (ur. 14 stycznia 1585, zm. 20 listopada 1634), hrabianka Hohenlohe-Langenburg, zmarła w Ottweiler
- Anton Hansen (ur. 10 lipca 1801, zm. 3 maja 1875), proboszcz w Ottweiler, członek Pruskiego Zgromadzenia Narodowego
- Friedrich-Joachim Stengel (ur. 29 września 1694, zm. 10 lutego 1787), architekt barokowy, budowniczy Wittwenpalais w Ottweiler
- György Kàroly László Lehoczky (ur. 30 sierpnia 1901, zm. 16 stycznia 1979), architekt, witrażysta
- Käthe Popall (ur. 15 lutego 1907, zm. 23 maja 1984), polityk
- Hans Puls (ur. 20 listopada 1914, zm. 21 lutego 1992), muzykolog, kompozytor
- Josef Jochem (ur. 24 marca 1922, zm. 20 lipca 2000), polityk, nauczyciel
- Wilhelm Ertz (ur. 30 stycznia 1923), lekarz, mieszkaniec miasta, w 2006 odznaczony Paracelsus-Medaille
- Otto Knefler (ur. 5 września 1923, zm. 30 października 1986), piłkarz i trener